# Algeria International 2019
Die Algeria International 2019 als offene internationale Meisterschaften von Algerien im Badminton fanden vom 24. bis zum 27. Oktober 2019 in Algier statt.

## Sieger und Platzierte
| Disziplin    | Gold                               | Silber                        | Bronze                                         |
| ------------ | ---------------------------------- | ----------------------------- | ---------------------------------------------- |
| Herreneinzel | Pablo Abián                        | Ade Resky Dwicahyo            | Kartik Jindal                                  |
| Herreneinzel | Pablo Abián                        | Ade Resky Dwicahyo            | Georges Paul                                   |
| Dameneinzel  | Marie Batomene                     | Yaëlle Hoyaux                 | Wiktoria Dąbczyńska                            |
| Dameneinzel  | Marie Batomene                     | Yaëlle Hoyaux                 | Daniela Macías                                 |
| Herrendoppel | Koceila Mammeri Youcef Sabri Medel | Paweł Pietryja Jan Rudziński  | Majed Yacine Balahoune Mohamed Amine Guelmaoui |
| Herrendoppel | Koceila Mammeri Youcef Sabri Medel | Paweł Pietryja Jan Rudziński  | Godwin Olofua Anuoluwapo Juwon Opeyori         |
| Damendoppel  | Daniela Macías Dánica Nishimura    | Doha Hany Hadia Hosny         | Amina Dahmas Kenza Ghassil                     |
| Damendoppel  | Daniela Macías Dánica Nishimura    | Doha Hany Hadia Hosny         | Daksha Gautam Pranali Karani                   |
| Mixed        | Jona van Nieuwkerke Lise Jaques    | Adham Hatem Elgamal Doha Hany | Mohamed Abderrahime Belarbi Halla Bouksani     |
| Mixed        | Jona van Nieuwkerke Lise Jaques    | Adham Hatem Elgamal Doha Hany | Ahmed Salah Hadia Hosny                        |